# Segni particolari: genio
Segni particolari: genio (Head of the Class) è una serie televisiva statunitense in 114 episodi trasmessi per la prima volta nel corso di 5 stagioni dal 1986 al 1991.

## Personaggi
- dottor Harold Samuels (114 episodi, 1986-1991), interpretato da	William G. Schilling.
- Bernadette Meara (114 episodi, 1986-1991), interpretata da	Jeannetta Arnette.
- Arvid Engen (114 episodi, 1986-1991), interpretato da	Dan Frischman.
- Darlene Merriman (114 episodi, 1986-1991), interpretata da	Robin Givens.
- Simone Foster (114 episodi, 1986-1991), interpretata da	Khrystyne Haje.
- Alan Pinkard (114 episodi, 1986-1991), interpretato da	Tony O'Dell.
- Eric Mardian (114 episodi, 1986-1991), interpretato da	Brian Robbins.
- Sarah Nevins (114 episodi, 1986-1991), interpretata da	Kimberly Russell.
- Dennis Blunden (114 episodi, 1986-1991), interpretato da	Dan Schneider.
- Charles P. 'Charlie' Moore (92 episodi, 1986-1990), interpretato da	Howard Hesseman.
- Janice Lazarotto (67 episodi, 1986-1991), interpretata da	Tannis Vallely.
- Maria Borges (66 episodi, 1986-1989), interpretato da	Leslie Bega.
- Jawaharlal Choudhury (66 episodi, 1986-1989), interpretato da	Joher Coleman.
- Theola June 'T.J.' Jones (50 episodi, 1988-1991), interpretata da	Rain Pryor.
- Alex Torres (48 episodi, 1989-1991), interpretato da	Michael DeLorenzo.
- Viki Amory (48 episodi, 1989-1991), interpretata da	Lara Piper.
- Aristotle McKenzie (48 episodi, 1989-1991), interpretato da	De'voreaux White.
- Billy MacGregor (22 episodi, 1990-1991), interpretato da	Billy Connolly.
- Jasper Kwong (22 episodi, 1990-1991), interpretato da	Jonathan Ke Quan.
- Lori Applebaum (8 episodi, 1986-1988), interpretata da	Marcia Christie.
- Mr. Dorfman (5 episodi, 1987-1991), interpretato da	Peter Vogt.
- Barry (4 episodi, 1986-1989), interpretato da	Reed Rudy.
- Monica (4 episodi, 1989-1991), interpretata da	Kirsten Holmquist.
- Suzanne McGraw (2 episodi, 1986), interpretata da	Isabella Hofmann.
- Manfred (2 episodi, 1987-1990), interpretato da	John Cameron Mitchell.
- Molly (2 episodi, 1987), interpretata da	Lori Petty.
- Frank Tarish (2 episodi, 1989), interpretato da	Ray Buktenica.
- Rhonda (2 episodi, 1989), interpretata da	Christine Elise.
- Zach Butler (2 episodi, 1990), interpretato da	Jason Kristofer.
- Mrs. Hartman (2 episodi, 1990), interpretata da	Elaine Stritch.

## Produzione
La serie, ideata da Michael Elias e Rich Eustis, fu prodotta da Eustis Elias Productions e Warner Bros. Television e girata negli studios della Warner Brothers a Burbank in California. Le musiche furono composte da Ed Alton.

### Registi
Tra i registi della serie sono accreditati:
- Art Dielhenn (44 episodi, 1986-1990)
- Lee Shallat Chemel (20 episodi, 1986-1990)
- Alan Rosen (13 episodi, 1988-1990)
- Howard Storm (10 episodi, 1989-1991)
- Andrew D. Weyman (3 episodi, 1986-1987)
- Bill Davis (3 episodi, 1987-1991)
- Tony Singletary (3 episodi, 1987-1990)
- Buzz Sapien (3 episodi, 1990)
- Frank Bonner (2 episodi, 1986-1990)
- Peter Baldwin (2 episodi, 1986)
- John Tracy (2 episodi, 1986)
- Frank Cavestani (2 episodi, 1988-1990)
- Eric Laneuville (2 episodi, 1988)

## Distribuzione
La serie fu trasmessa negli Stati Uniti dal 1986 al 1991 sulla rete televisiva ABC. In Italia è stata trasmessa dal 1989 su Telemontecarlo e poi su Italia 1 con un nuovo doppiaggio con il titolo Segni particolari: genio.
Alcune delle uscite internazionali sono state:
- negli Stati Uniti il 17 settembre 1986 (Head of the Class)
- nel Regno Unito il 5 marzo 1987
- in Francia il 23 dicembre 1991 (Sois prof et tais-toi)
- in Spagna (Los primeros de la clase)
- in Italia (Segni particolari: genio)

## Episodi
| Stagione         | Episodi | Prima TV USA |
| ---------------- | ------- | ------------ |
| Prima stagione   | 22      | 1986-1987    |
| Seconda stagione | 22      | 1987-1988    |
| Terza stagione   | 22      | 1988-1989    |
| Quarta stagione  | 26      | 1989-1990    |
| Quinta stagione  | 22      | 1990-1991    |